# Cotesia pistrinariae
Cotesia pistrinariae är en stekelart som först beskrevs av Wilkinson 1929.  Cotesia pistrinariae ingår i släktet Cotesia och familjen bracksteklar. Utöver nominatformen finns också underarten C. p. nyasaensis.